# Shon Weissman
Pour les articles homonymes, voir Weissman.
Shon Zalman Weissman (en hébreu : שון וייסמן), plus communément appelé Shon Weissman, né le 14 février 1996 à Haïfa en Israël, est un footballeur international israélien qui joue au poste d'attaquant au Grenade CF.

## Biographie

### En club

#### Début au Maccabi Haïfa (2014-2019)
Shon Weissman commence à jouer dans les équipes de jeunes du Hapoël Haïfa, puis à ses 15 ans il passe au club rival, le Maccabi Haïfa. Il joue son premier match professionnel à l'âge de 17 ans.
Le 20 janvier 2014, il rentre en jeu lors d'un match de Ligat HaAl 2013-2014 face au Hapoël Beer-Sheva. Il rentre à la 79e minute et remplace Ran Abukarat (en), il n'empêchera pas son équipe de perdre la rencontre sur le score de 3-1.
Il finit la saison 2013-2014 avec un bilan de dix matchs joués sans avoir marqué aucun but, la saison d'après se termine avec seulement un petit match joué à son actif.
Lors de son retour de prêt d'Ironi Kiryat Shmona, l'entraîneur du Maccabi Haïfa, Marco Balbul (en), décide de lui donner sa chance. Le 1er septembre 2018, plus de quatre ans après ses débuts, il marque son premier but pour le club de sa ville natale, à l'occasion de la deuxième journée de Ligat HaAl 2018-2019 face au MS Ashdod (victoire 2-0).

#### Prêts successifs en Israël (2015-2018)
En préparation de la saison 2015-2016, Weissman est prêté au Hapoël Acre. Il y réalise 18 apparitions en Ligat HaAl, mais revient en janvier 2016 au Maccabi Haïfa, et joue jusqu'à la fin de la saison dans le groupe de jeunes. 
Le 14 juillet 2016, il est prêté au Maccabi Netanya. Le 16 janvier 2017, il marque le premier but de sa carrière lors d'un match nul 1 à 1 contre l'Hapoël Ramat Gan. Il termine la saison sur le bilan de 12 buts en 21 matchs joués en Liga Leumit, aidant l'équipe à atteindre la Ligat HaAl.
Weissman commence la saison 2017-2018 au Maccabi Haïfa mais le 5 septembre 2017, il est prêté à l'Ironi Kiryat Shmona. Le 9 septembre 2017, il fait ses débuts en rentrant en jeu à la 74e minute, et quatre minutes plus tard, il marque son premier but. La rencontre se termine sur une victoire 2 à 0 face au MS Ashdod. 
Weissman termine la saison 2017-2018 sur un bilan de 27 matchs joués (la majorité en tant que remplaçant), et trois buts marqués.

#### Succès en Autriche (2019-2020)
Le 1er juillet 2019, le Wolfsberger AC annonce l'arrivée de Shon Weissman, libre de tout contrat, il signe un contrat de deux ans.
Le 27 juillet 2019, lors de la première journée de championnat et des débuts de Shon Weissman en Bundesliga face au Admira Wacker, il marque un doublé en 55 minutes, avant de se blesser à la 59e minute lors d'un contact avec le gardien adverse.
Au fil de la saison, il se démarque comme étant l'une des surprises offensives de Bundesliga avec Erling Haaland, et commence à intéresser d'autres clubs européens dès le mois d'octobre. Comme par exemple Chelsea ou Tottenham en Angleterre ou encore l'AS Roma en Italie.

#### Départ en Espagne (depuis 2020)
Le 31 août 2020, le site officiel du Real Valladolid annonce l'arrivée de Shon Weissman pour un montant de 4M€, il signe un contrat de quatre ans le liant donc jusqu'en 2024 avec les Pucelanos.
Le 5 août 2025, alors que des rumeurs de plus en plus insistantes évoquaient un possible transfert de Shon Weissman du Granada CF vers le Fortuna Düsseldorf, club évoluant en 2. Bundesliga, le club allemand fait finalement marche arrière à la suite de vives contestations de ses supporters, informés de ces rumeurs sur les réseaux sociaux.
Un important mouvement de protestation s’est alors formé pour s’opposer à l’arrivée de l’attaquant israélien, en raison de prises de position controversées. Shon Weissman avait notamment exprimé son soutien au Tsahal, l'armée israélienne, lors du conflit à Gaza, suscitant de nombreuses critiques. Il avait déclaré : "Quelle est la raison logique pour laquelle 200 tonnes de bombes n’ont pas déjà été larguées sur Gaza ? Tout Gaza soutient le terrorisme. Tout Gaza est mort."
Ces propos avaient déjà provoqué une vive polémique en Espagne, où le joueur ne s’était pas déplacé à Pampelune pour un match opposant le Granada CF à Osasuna.
Une autre source de controverse relevée par les supporters est le fait que Weissman ait servi personnellement au sein de l’armée de l’air israélienne.

### En équipe nationale
Shon Weissman joue dans toutes les équipes de jeunes d'Israël. 
Avec les moins de 17 ans, il est l'auteur d'un doublé lors d'une rencontre amicale face à la Turquie, en octobre 2012.
Avec les moins de 19 ans, il inscrit deux buts lors des éliminatoires du championnat d'Europe en mai 2014, contre Chypre et la Suisse. Par la suite, en juillet 2014, il participe à la phase finale du championnat d'Europe organisée en Hongrie. Lors de cette compétition, il joue trois matchs. Avec un bilan peu reluisant de trois défaites en trois matchs, Israël ne dépasse pas le premier tour de la compétition.
Le 21 mars 2017, Weissman fait ses débuts dans l'uniforme des espoirs israëliens, lors d'un match contre Chypre, et réalise finalement un total de 13 apparitions avec les espoirs, marquant trois buts. Il marque à cet effet contre le Kosovo, l'Allemagne et l'Azerbaïdjan, lors des éliminatoires de l'Euro espoirs 2019.
Le 5 septembre 2019, il figure pour la première fois sur le banc de remplaçants de l'équipe nationale A, mais sans rentrer en jeu, lors d'une rencontre face à la Macédoine. Ce match nul (1-1) rentre dans le cadre des éliminatoires de l'Euro 2020. Quatre jours plus tard, le 9 septembre, Weissman fait ses débuts sous les couleurs de la Nivrehet, en étant titulaire lors d'une défaite 2 à 3 contre la Slovénie.

## Carrière

### Statistiques
| Saison                | Club                       | Championnat           | Championnat | Championnat | Coupe(s) nationale(s) | Coupe(s) nationale(s) | Compétition(s) continentale(s) | Compétition(s) continentale(s) | Compétition(s) continentale(s) | Total | Total |
| Saison                | Club                       | Division              | M.          | B.          | M.                    | B.                    | Comp.                          | M.                             | B.                             | M.    | B.    |
| 2013-2014             | Maccabi Haïfa              | Ligat HaAl            | 10          | 0           | -                     | -                     | C3                             | -                              | -                              | 10    | 0     |
| 2014-2015             | Maccabi Haïfa              | Ligat HaAl            | 1           | 0           | -                     | -                     | -                              | -                              | -                              | 1     | 0     |
| 2017-2018             | Maccabi Haïfa              | Ligat HaAl            | 1           | 0           | -                     | -                     | -                              | -                              | -                              | 1     | 0     |
| 2018-2019             | Maccabi Haïfa              | Ligat HaAl            | 25          | 8           | 1                     | 1                     | -                              | -                              | -                              | 26    | 9     |
| Sous-total            | Sous-total                 | Sous-total            | 37          | 8           | 1                     | 1                     | -                              | 0                              | 0                              | 38    | 9     |
| 2015-2016             | Hapoël Acre (prêt)         | Ligat HaAl            | 19          | 0           | -                     | -                     | -                              | -                              | -                              | 19    | 0     |
| 2016-2017             | Maccabi Netanya (prêt)     | Liga Leumit           | 21          | 12          | 1                     | 0                     | -                              | -                              | -                              | 22    | 12    |
| 2017-2018             | Ironi Kiryat Shmona (prêt) | Ligat HaAl            | 25          | 3           | 4                     | 0                     | -                              | -                              | -                              | 29    | 3     |
| Sous-total            | Sous-total                 | Sous-total            | 65          | 15          | 5                     | 0                     | -                              | 0                              | 0                              | 70    | 15    |
| 2019-2020             | Wolfsberger AC             | Bundesliga            | 31          | 30          | 3                     | 5                     | C3                             | 6                              | 2                              | 40    | 37    |
| Sous-total            | Sous-total                 | Sous-total            | 31          | 30          | 3                     | 5                     | -                              | 6                              | 2                              | 40    | 37    |
| 2020-2021             | Real Valladolid            | Liga                  | 32          | 6           | 2                     | 1                     | -                              | -                              | -                              | 34    | 7     |
| 2021-2022             | Real Valladolid            | LaLiga 2              | 38          | 20          | 3                     | 1                     | -                              | -                              | -                              | 41    | 21    |
| 2022-2023             | Real Valladolid            | Liga                  | 15          | 1           | 2                     | 1                     | -                              | -                              | -                              | 17    | 2     |
| Sous-total            | Sous-total                 | Sous-total            | 85          | 27          | 7                     | 3                     | -                              | 0                              | 0                              | 92    | 30    |
| 2022-2023             | Grenade CF (prêt)          | LaLiga 2              | 13          | 1           | -                     | -                     | -                              | -                              | -                              | 13    | 1     |
| 2023-2024             | Grenade CF                 | Liga                  | 5           | 0           | 1                     | 1                     | -                              | -                              | -                              | 6     | 1     |
| 2024-2025             | Grenade CF                 | LaLiga 2              | 28          | 2           | 3                     | 2                     | -                              | -                              | -                              | 31    | 4     |
| Sous-total            | Sous-total                 | Sous-total            | 46          | 3           | 4                     | 3                     | -                              | 0                              | 0                              | 50    | 6     |
| 2023-2024             | US Salernitana (prêt)      | Serie A               | 11          | 1           | -                     | -                     | -                              | -                              | -                              | 11    | 1     |
| Sous-total            | Sous-total                 | Sous-total            | 11          | 1           | 0                     | 0                     | -                              | 0                              | 0                              | 11    | 1     |
| Total sur la carrière | Total sur la carrière      | Total sur la carrière | 275         | 84          | 20                    | 12                    | -                              | 6                              | 2                              | 301   | 98    |

### Liste des matches internationaux
| Matches internationaux de Shon Weissman | Matches internationaux de Shon Weissman | Matches internationaux de Shon Weissman         | Matches internationaux de Shon Weissman | Matches internationaux de Shon Weissman | Matches internationaux de Shon Weissman | Matches internationaux de Shon Weissman                  |
|                                         | Date                                    | Lieu                                            | Adversaire                              | Résultat                                | Compétition                             | Notes                                                    |
| --------------------------------------- | --------------------------------------- | ----------------------------------------------- | --------------------------------------- | --------------------------------------- | --------------------------------------- | -------------------------------------------------------- |
| 1.                                      | 9 septembre 2019                        | Parc des sports de Stožice, Ljubljana, Slovénie | Slovénie                                | 3 - 2                                   | Éliminatoires Euro 2020                 | Titulaire, remplacé par Munas Dabbur à la 61e minute.    |
| 2.                                      | 10 octobre 2019                         | Stade Ernst-Happel, Vienne, Autriche            | Autriche                                | 3 - 1                                   | Éliminatoires Euro 2020                 | Entre en jeu à la place de Munas Dabbur à la 70e minute. |
| 3.                                      | 15 octobre 2019                         | Stade Turner, Beer-Sheva, Israël                | Lettonie                                | 3 - 1                                   | Éliminatoires Euro 2020                 | Entre en jeu à la place de Munas Dabbur à la 84e minute. |
| 4.                                      | 19 novembre 2019                        | Toše Proeski Arena, Skopje, Macédoine du Nord   | Macédoine du Nord                       | 1 - 0                                   | Éliminatoires Euro 2020                 | Entre en jeu à la place de Dia Saba à la 68e minute.     |
| 5.                                      | 4 septembre 2020                        | Hampden Park, Glasgow, Écosse                   | Écosse                                  | 1 - 1                                   | Ligue des nations 2020-2021             | Entre en jeu à la place de Munas Dabbur à la 79e minute. |
| 6.                                      | 7 septembre 2020                        | Stade de Netanya, Netanya, Israël               | Slovaquie                               | 1 - 1                                   | Ligue des nations 2020-2021             | Entre en jeu à la place de Munas Dabbur à la 57e minute. |
| 7.                                      | 8 octobre 2020                          | Hampden Park, Glasgow, Écosse                   | Écosse                                  | 0 - 0                                   | Barrages Euro 2020                      | Entre en jeu à la place de Munas Dabbur à la 83e minute. |
| 8.                                      | 11 octobre 2020                         | Stade Sammy-Ofer, Haifa, Israël                 | Tchéquie                                | 1 - 2                                   | Ligue des nations 2020-2021             | Titulaire, remplacé par Dia Saba à la 66e minute.        |
| 9.                                      | 14 octobre 2020                         | Stade Antona Malatinského, Trnava, Slovénie     | Slovénie                                | 2 - 3                                   | Ligue des nations 2020-2021             | Entre en jeu à la place de Maor Kandil à la 69e minute.  |
| 10.                                     | 15 novembre 2020                        | Doosan Arena, Pilsen, Tchéquie                  | Tchéquie                                | 1 - 0                                   | Ligue des nations 2020-2021             | Entre en jeu à la place de Dor Peretz à la 72e minute.   |
| 11.                                     | 18 novembre 2020                        | Stade de Netanya, Netanya, Israël               | Écosse                                  | 1 - 0                                   | Ligue des nations 2020-2021             | Titulaire.                                               |

## Palmarès

### En club

#### Maccabi Netanya
- Champion de Liga Leumit en 2017

#### Maccabi Haïfa
- Vice-champion de Ligat HaAl en 2019

#### Real Valladolid
- Vice-champion de LaLiga2 en 2022

#### Grenade CF
- Champion de LaLiga2 en 2023

### Distinction personnelle
- Meilleur buteur du championnat d'Autriche en 2020 (30 buts)